# Tulunan
Tulunan é um município de  segunda classe de renda municipal (d) na província Cotabato, nas Filipinas. De acordo com o censo de 1 de maio  de  2020 possui uma população de 60 978 pessoas e 14 984 domicílios.